# 1/5
1/5（5分の1、ごぶんのいち）は、有理数のうち 0 と 1 の間にある数であり、5 の逆数である。

## 数学的性質
- 1 ÷ 5 に等しい。
- iのi乗の主値は {\displaystyle i^{i}=e^{-{\frac {\pi }{2}}}=0.2078\cdots } であり、1/5 に近い値である。

### 他の進数における性質
- 1/5 は、素因数に5が含まれているN進法では有限小数になる。
  - 1/5 = 0.0011…(2) = 0.0121…(3) = 0.1(5) = 0.1111…(6) = 0.1463…(8) = 0.1717…(9) = 0.2(10) = 0.2497…(12) = 0.3(15) = 0.3333…(16) = 0.3AE7…(18) = 0.4(20) になる。(下線部は循環節)
  - 素因数が2と3のN進法では、1/5 が最初に現れる循環小数である。
    - 六進法では、一桁の整数の逆数のうち、1/5 だけ循環小数になる。また、5の冪指数が1であれば、逆数の循環節は1桁になる。例えば、5, 14(1010), 23(1510), 32(2010), 50(3010), 104(4010), 113(4510), 212(8010), 343(13510) などが該当する。

## その他1/5に関すること
- 日本国憲法第57条第3項では「出席議員の五分の一以上の要求があれば、各議員の表決は、これを会議録に記載しなければならない。」と規定されている。
- 国会の押しボタン式投票でも出席議員の五分の一以上の要求があれば、記名投票に切り替えなければならない。

## 符号位置
| 記号 | Unicode | JIS X 0213 | 文字参照         | 名称   |
| ---- | ------- | ---------- | ---------------- | ------ |
| ⅕    | U+2155  | 1-7-90     | &#x2155; &#8533; | 5分の1 |